# Jan Smoleń
Jan Smoleń, ps. Jaś, Morys, Mytnik  (ur. 24 czerwca 1901 w Łysej Górze, zm. 28 czerwca 1945 w Bytomiu ) – polski pedagog, w 1945 roku kurator śląsko-dąbrowskiego okręgu szkolnego.

## Życiorys
Był synem Michała (rolnik) i Anieli z Mytników . W 1921 ukończył II gimnazjum w Tarnowie , potem kształcił się na Uniwersytecie Jagiellońskim na Wydziale Matematyczno-Przyrodniczym, który ukończył w 1925 roku . Po ukończeniu studiów osiadł na Górnym Śląsku. Nauczyciel gimnazjów w Rudzie Śląskiej (1925–1926) i Katowicach (1926–1935) .
W sierpniu 1935 został zatrudniony przez Związek Polskich Towarzystw Szkolnych w Niemczech i rozpoczął nauczanie w Gimnazjum Polskim w Bytomiu (obecne I Liceum Ogólnokształcące im. Jana Smolenia w Bytomiu), gdzie pracował do 26 sierpnia 1939 jako nauczyciel matematyki, chemii i fizyki. W 1936 prowadził w Zabrzu kurs języka polskiego, czynnie uczestniczył także w działalności Polskiego Uniwersytetu Ludowego, prowadząc wykłady na temat historii i gospodarczego rozwoju Polski. Angażował się w prace różnych polskich stowarzyszeń np. Polskiego Towarzystwa Szkolnego, pracował jako wychowawca w internacie. 
Na kilka dni przed rozpoczęciem II wojny światowej zorganizował powrót uczniów z internatu do domów rodzinnych. We wrześniu 1939 przeniósł się do Krakowa . Od 1940 roku był przewodniczącym Komisji Oświaty i Kultury dla woj. krakowskiego i kieleckiego z ramienia Stronnictwa Ludowego „Roch”. Został uwięziony we wrześniu 1942, wraz z członkami Okręgowej Rady Spółdzielczej przebywał przez dwa miesiące w więzieniu na Montelupich, gdzie usiłowano im dowieść, że udzielali pomocy ukrywającym się przed pościgiem gestapo. W styczniu–lutym 1943 roku był kierownikiem Okręgowego Biura Oświaty i Kultury Okręgowej Delegatury Rządu Kraków.
Po wojnie komunistyczne władze powierzyły mu funkcję kierownika wydziału Kuratorium Okręgu Szkolnego w Krakowie, następnie został kuratorem śląsko-dąbrowskiego okręgu szkolnego w Katowicach .
Zginął 28 czerwca 1945 roku w wypadku samochodowym podczas podróży służbowej  w Bytomiu – Karbiu. Został pochowany na cmentarzu przy ul. Francuskiej w Katowicach.

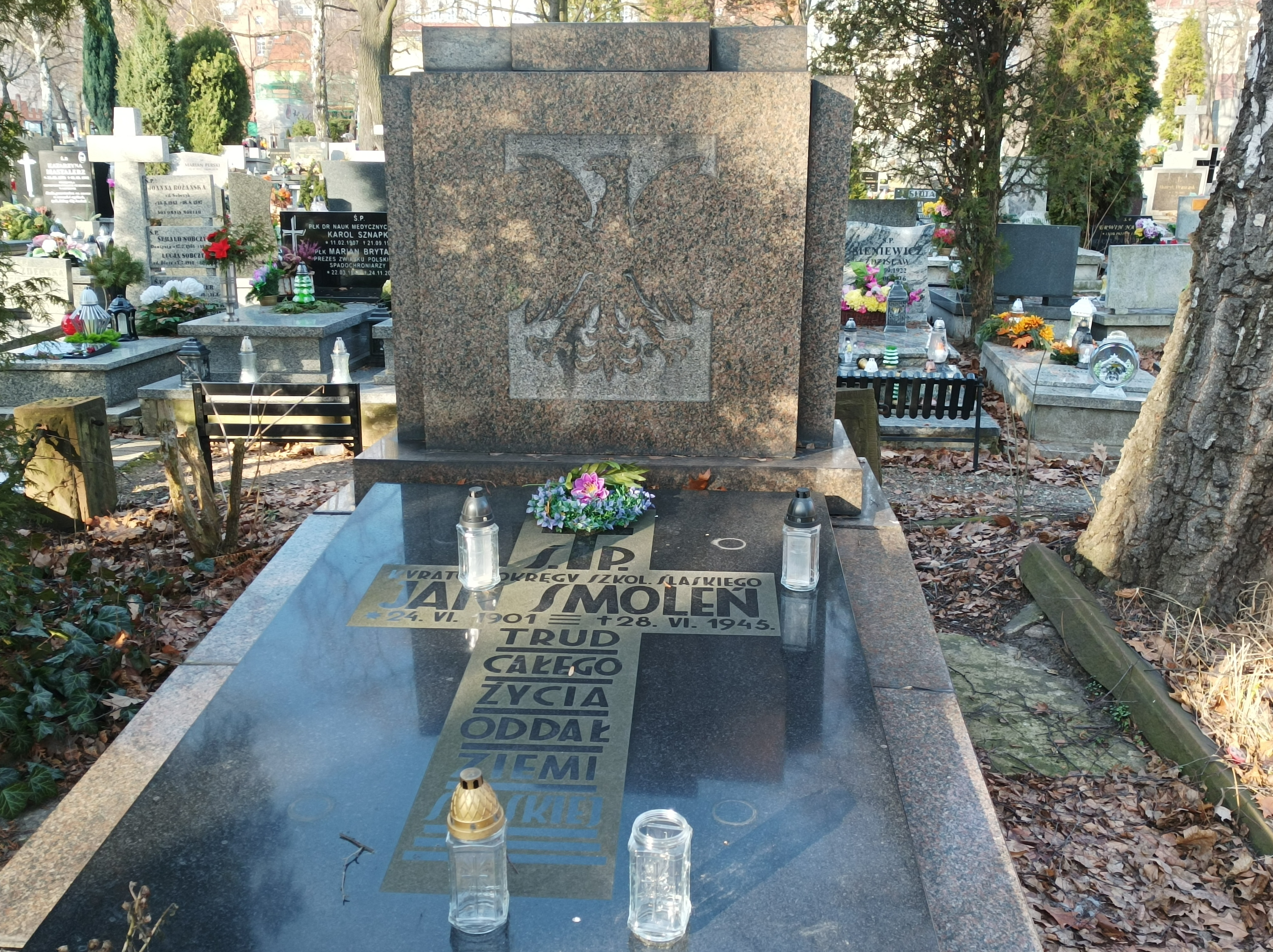
Grób Jana Smolenia na cmentarzu przy ul. Francuskiej w Katowicach

## Ordery i odznaczenia
- Złoty Krzyż Zasługi (pośmiertnie, 18 stycznia 1946)[6]

## Upamiętnienie
Od 1946 roku jest patronem I Liceum Ogólnokształcącego w Bytomiu.